# 広島電鉄700形電車 (2代)

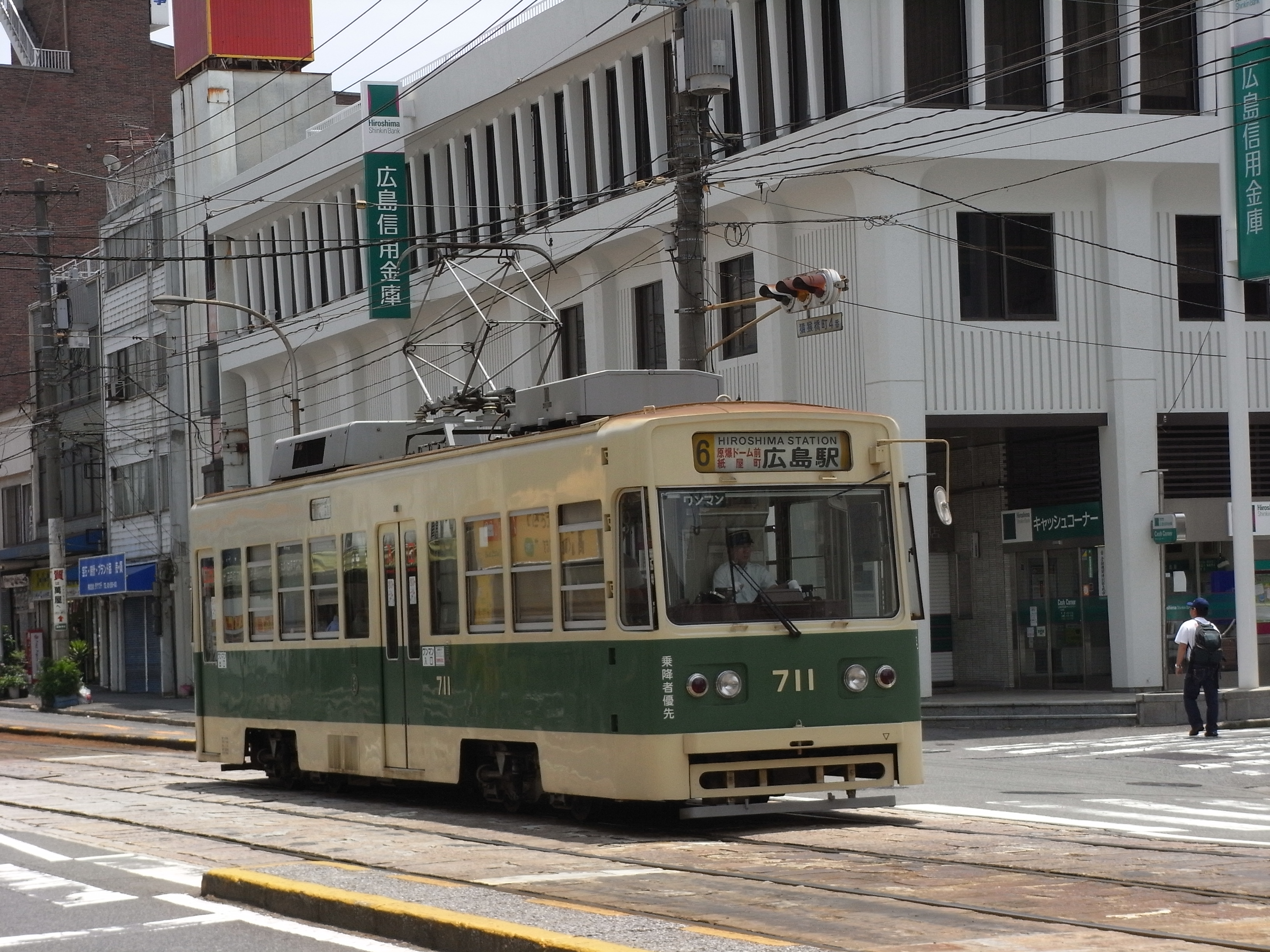
710番台711号　2008年6月
広島駅付近にて撮影

広島電鉄700形電車（ひろしまでんてつ700かたでんしゃ）は、1982年に広島電鉄で登場、在籍中の路面電車車両である。初代700形については広島電鉄700形電車 (初代)を確認の事。

## 概要

駆動系の写真
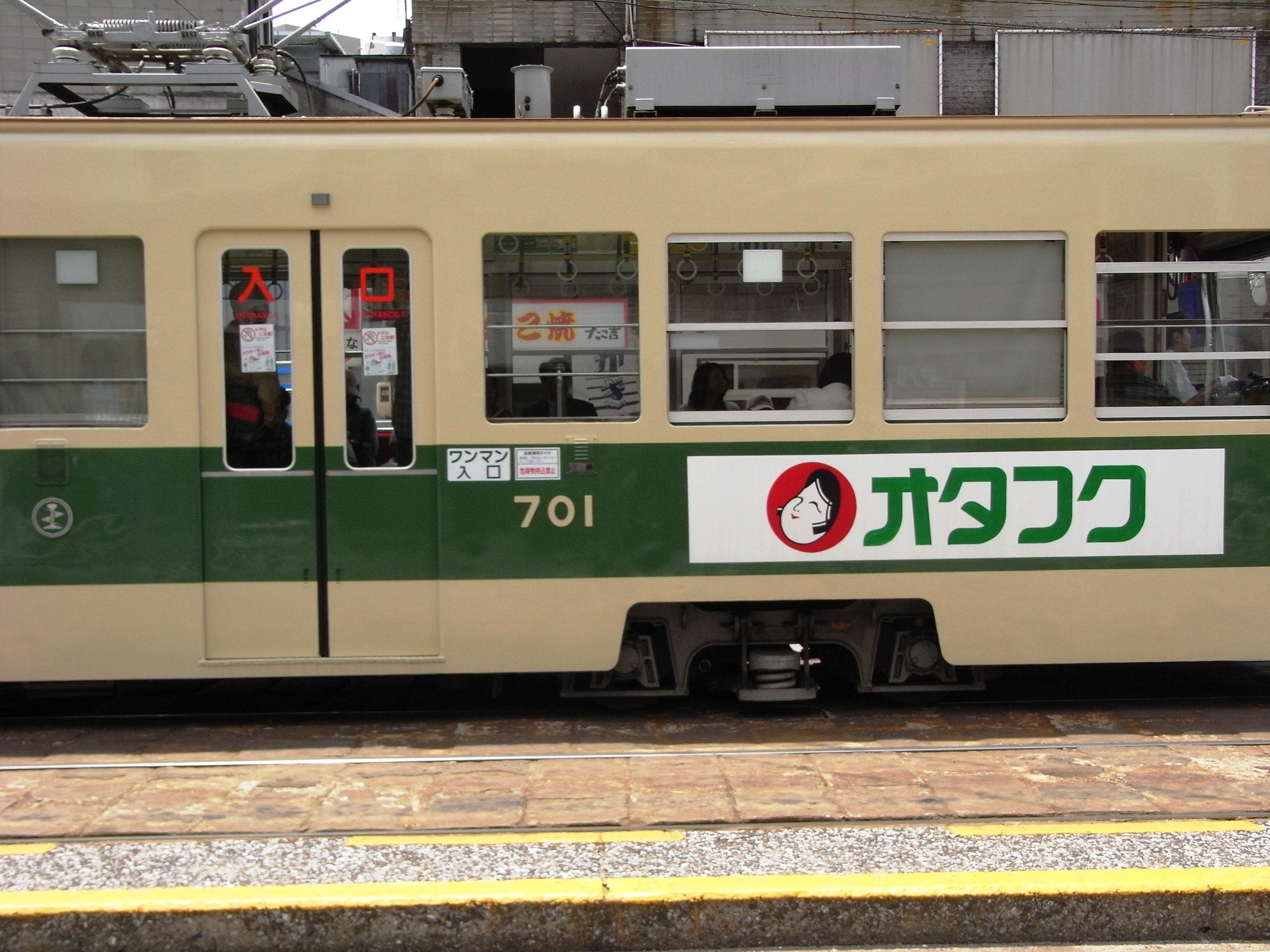
701-707
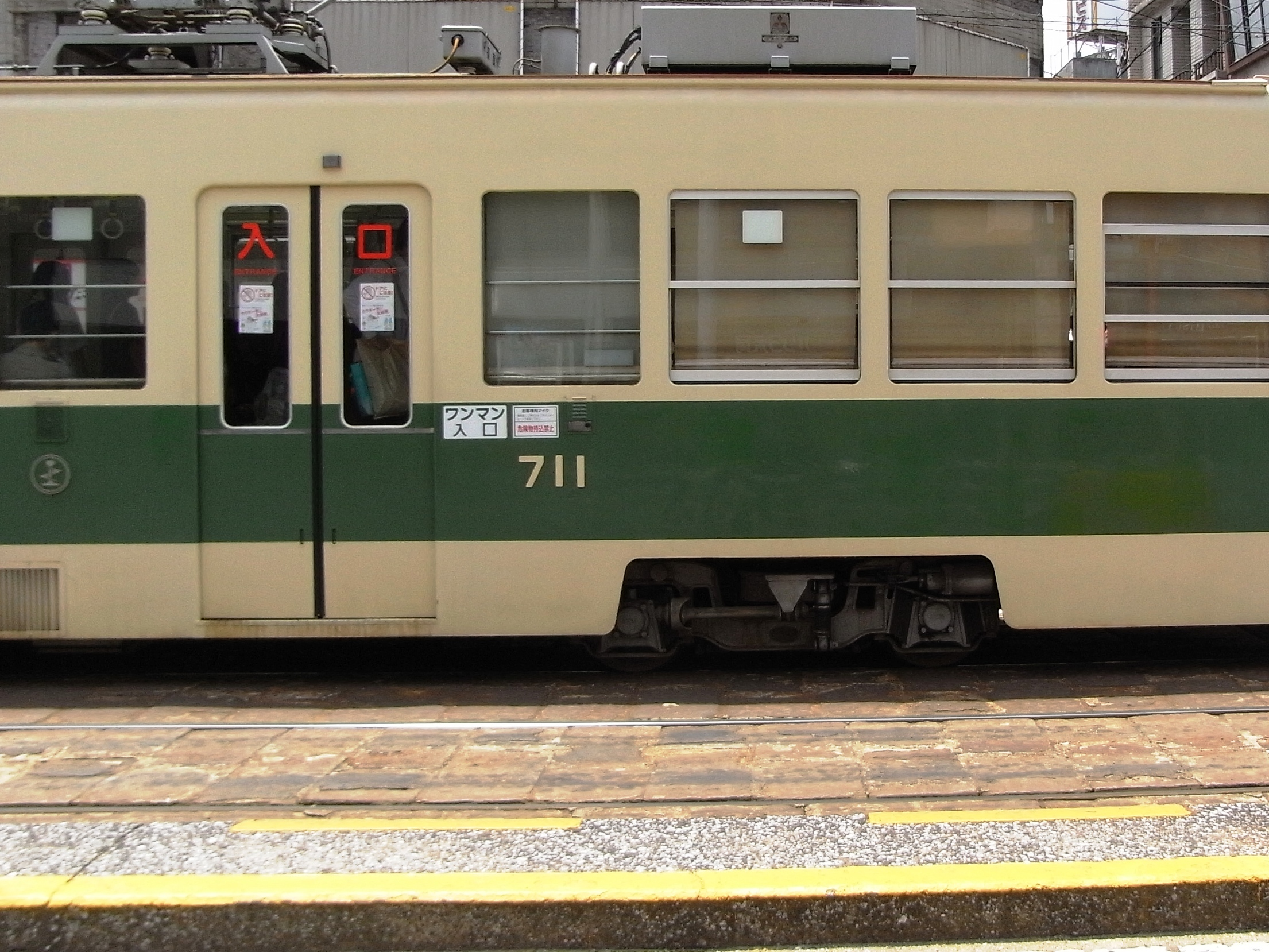
711-714

市内線専用車としては、550形以来27年ぶりに量産された路面電車である。1980年に試作された3車体連接車・3500形の実績を基に軽快電車のスタイルを取り入れて造られた、全長13.5mの単車体構造の大型ボギー車で、正面運転台に大型一枚窓を採用した前中戸車で、中戸は120cmの大型両開き戸を採用している。また、両手式ワンハンドル制御器による間接制御を3500形に引き続き採用。その後の、広電の標準仕様になっている。車内は、高さが10cm上がったことと、冷房機器の張り出しがないため、視覚的に広く感じられるようになっている。モーター流用車の701-707の1両あたりの単価は、約5,200万円になっている。車体はアルナ工機で製造された。
増備途中に駆動方式の変更が実施されたことから、仕様の相異なる2つのグループが存在する。

現在2022年から全車両にシングルアームパンタグラフが設置されている。
701-704
1982年（昭和57年）に4両製造された。駆動方式は吊り掛け式で、台車は『NK201』新製台車を使用し、軸バネにシェブロンゴムを巻いているが、モーターは750形の直巻きモーター『HS314-Ar』を再利用している。制御装置は『ES-116-A-M』を使用し、直並列制御方式となっている。。また、701号は2014年3月の定期整備時に冷房装置の更新を実施しており、屋根上の空調機器の形状が異なる。
705-707
1983年（昭和58年）に3両製造された。足回り関係は、701-704と共通だが、正面の方向幕が拡大され、ブレーキ灯が新設された。また、制御装置も『ES-119-A-M』に変更され、永久並列制御方式となり加速性が向上している。。運転台周りのレイアウトも若干変更（降車知らせ灯など）され、方向幕制御盤も単動方式から駒指定方式となっている。
711-714
1985年（昭和60年）に4両製造された。主電動機を新品の『TDK8568-A』に変更。モーターを含めて全て新製され、駆動方式も平行カルダン式に改められ、走行音が静かになっている。制御装置は変更されていない。仕様変更の多さから、710番台になっている。このグループから行先方向幕に英文併記が実施されるようになった（全体では宮島線直通車の3700形が初である）。
書籍によっては710形と表記しているものもあるが、正式名称は701 - 707と同じように700形である。
その後の量産は800形に移行した。
- 駆動系の写真
- 701-707
- 711-714

## 運用
701～705・707号は千田車庫に配属され、1号線・3号線・5号線・7号線に、706号・711～714号は江波車庫に配属され、6号線・8号線に就く。しかし、他の車両の整備時や運用に大幅な乱れが生じた際には融通する場合がある。江波車庫配属の車両は定期整備明けには1週間程度、足慣らしとして千田車庫管轄内の1・3・5・7号線で運用される。現在白島線への定期運用での入線は無いが、2008年に白島線へIC乗車カード「PASPY」が導入されて暫くの間、705・713号ではIC対応車両の関係で9号線での定期運用経験を持つ。

## 七夕電車による運用
2000年代頃より705号を「ひこぼし号」、707号を「おりひめ号」とし車体はラッピング装飾（末期はヘッドマークのみ）、車内は短冊などを飾りつけし6月下旬頃から7月7日までの間、七夕電車として1・3・5号線で運行していた（7月7日は毎年地元幼稚園の七夕行事による貸切となる）。2005年頃以降、705号が千田車庫から江波車庫へ転属したため、「ひこぼし号」は703号などが務めていた。
2012年度の運行を最後に、七夕電車は1000形に交代することとなった。

## 各車状況
特記がある場合を除き、2019年9月現在の状態を示す。
| 車号 | 竣工          | 所属車庫 | 塗装   | 備考                                                             |
| ---- | ------------- | -------- | ------ | ---------------------------------------------------------------- |
| 701  | 1982年6月1日  | 千田車庫 | 標準色 | 2014年3月冷房装置更新                                            |
| 702  |               | 千田車庫 | 標準色 |                                                                  |
| 703  |               | 千田車庫 | 標準色 |                                                                  |
| 704  |               | 千田車庫 | 標準色 | デビュー当時はテレビドラマ「西部警察 PART-II18話」映像でも登場。 |
| 705  | 1983年11月4日 | 千田車庫 | 標準色 | 2012年まで七夕電車「ひこぼし号」で使用。                         |
| 706  |               | 江波車庫 | 標準色 |                                                                  |
| 707  | 1983年11月7日 | 千田車庫 | 標準色 | 2012年まで七夕電車「おりひめ号」で使用。                         |
| 711  | 1985年7月     | 江波車庫 | 標準色 |                                                                  |
| 712  |               | 江波車庫 | 標準色 |                                                                  |
| 713  |               | 江波車庫 | 標準色 |                                                                  |
| 714  |               | 江波車庫 | 標準色 |                                                                  |

2017年度に2両に対して制御装置の更新が行われたが、直流電動機のままとなっている。